# Molave
Molave ist eine philippinische Stadtgemeinde in der Provinz Zamboanga del Sur. Sie hat 52.006 Einwohner (Zensus 1. August 2015).

## Baranggays
Molave ist politisch in 25 Baranggays unterteilt.
| - Alicia - Ariosa - Bagong Argao - Bagong Gutlang - Blancia - Bogo Capalaran - Culo - Dalaon - Dipolo - Dontulan - Gonosan - Lower Dimalinao - Lower Dimorok | - Mabuhay - Madasigon (Pob.) - Makuguihon (Pob.) - Maloloy-on (Pob.) - Miligan - Parasan - Rizal - Santo Rosario - Silangit - Simata - Sudlon - Upper Dimorok |